# Abdijenroute (Kempen)

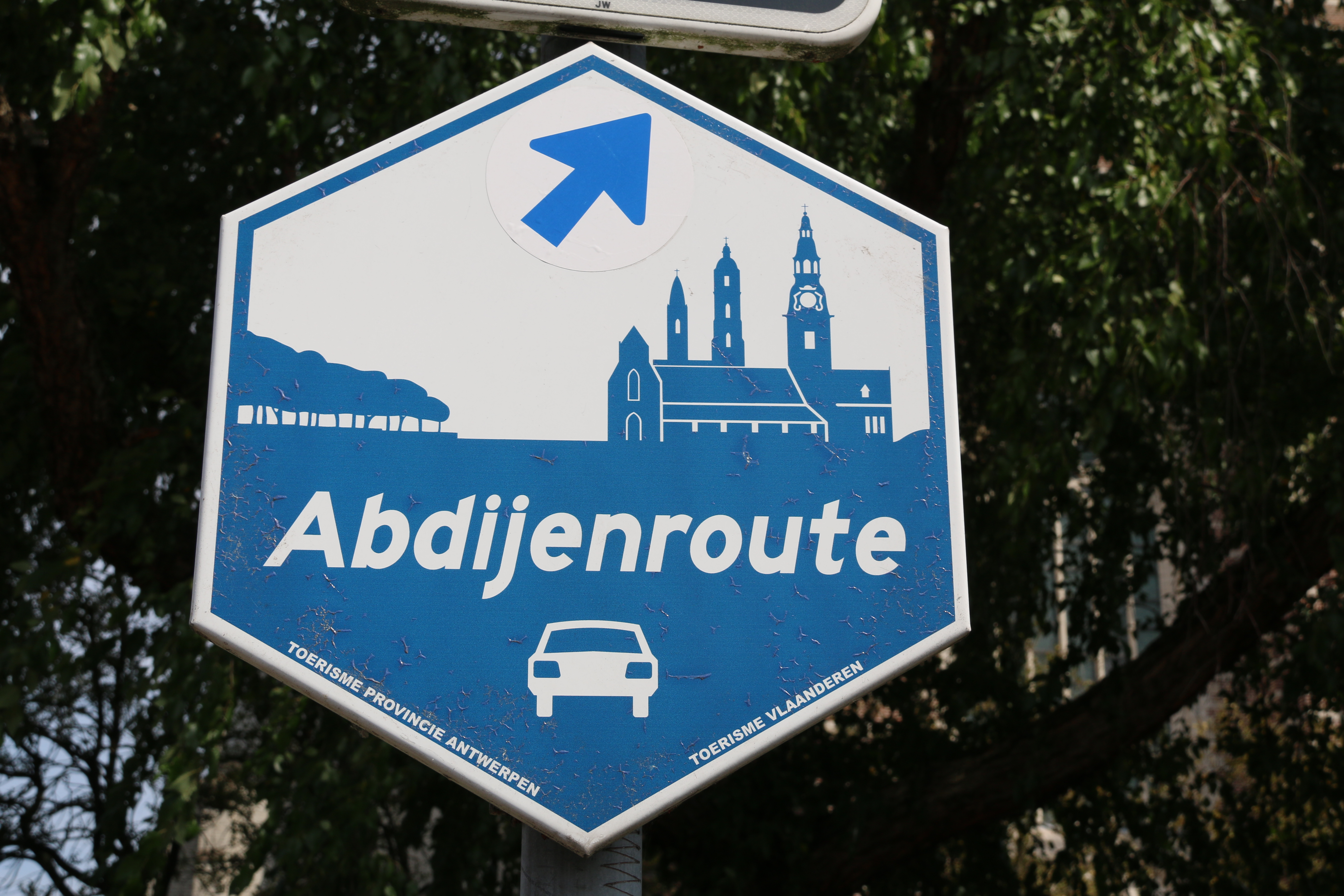

De Abdijenroute is een bewegwijzerde toeristische autoroute in Vlaanderen. De 116 kilometer lange route is bewegwijzerd met zeshoekige blauwwitte borden. De route doet onder andere de abdij van Averbode, abdij van Tongerlo, abdij van Postel aan via Meerhout, Kasterlee, Herentals, Retie, Westerlo.